# Sydney Thunder
Sydney Thunder – australijski klub krykietowy z siedzibą w Sydney.
Występuje w rozgrywkach KFC T20 Big Bash League, a powstał w 2011 roku w wyniku ich reorganizacji. Domowe mecze rozgrywa na Stadium Australia.